# Antoine Denis Chaudet

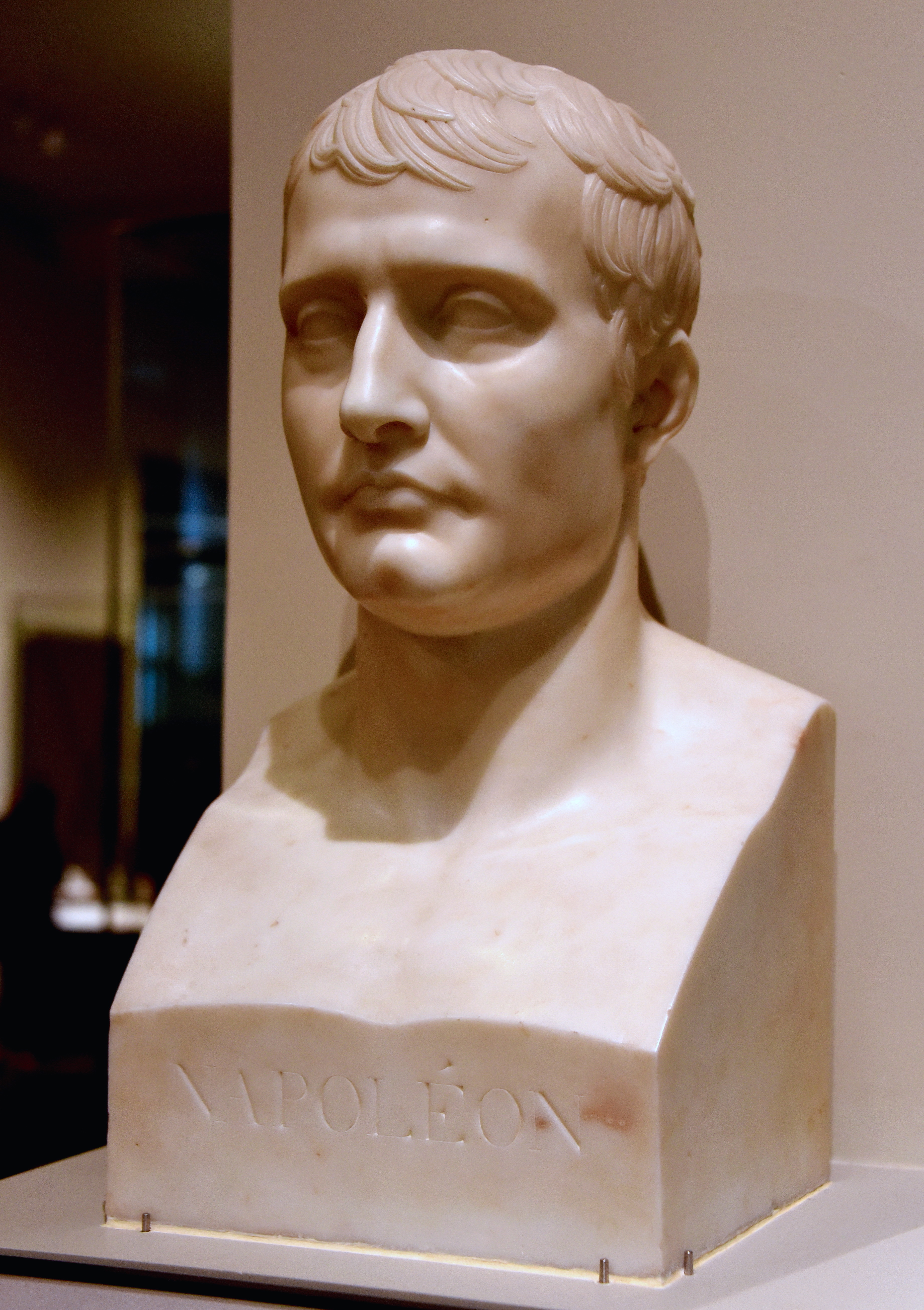
Napóleon büsztje, carrarai márvány, 1807 - 1809, The Victoria and Albert Museum, London, Chaudet után

Antoine Denis Chaudet (Párizs, 1763. március 3. – Párizs, 1810. április 19.) francia klasszicista szobrász és festő. Antonio Canova követője volt.

## Életpályája
21 éves korában az akadémián első díjat nyert, egy ideig Rómában tartózkodott, utóbb a párizsi akadémia tanára lett. Első nagyobb műve a Pantheon oszlopcsarnoka számára készített dombormű volt, amelyen a dicsőség géniusza karjaiba fogad egy haldokló harcost. Bonaparte Napóleonnak a kedvenc szobrásza volt. Elkészítette Napóleon  antik felfogású márványszobrát, továbbá Cincinnatus szobrát, a szenátus ülésterme számára, Sébastien Bourdon, Malesherbes, Belizár, Maury bíbornok stb. mellszobrait. Néhány szoborművének tárgyát a klasszikus mondákból merítette.